# Henrik Wahlström
Henrik Olof Wahlström, född 10 april 1984 i Vallkärra församling i Lund, är en svensk producent och instagramprofil med 219 000 följare på Instagram och 20 000 följare på TikTok (mars 2024). Han skriver och föreläser om psykisk ohälsa och arbetar för en större öppenhet kring diagnoser. Främst skriver han om bipolär sjukdom som han själv lever med.
Som en del av arbetet mot stigmatiseringen av psykisk ohälsa driver han kampanjen uppochner.nu, vars överskott går till Mind. Kampanjen baseras på en symbol som är tecknad av en fyraåring. Den betyder att bäraren av symbolen har en öppen och accepterande inställning till psykisk ohälsa. Kampanjen tilldelades priset för "Årets hållbara initiativ" för på Influencer Marketing Summit 2023.
År 2021 blev han ambassadör för Mind. I mars 2024 var han en av talarna på TEDxKI.
År 2023 gavs boken Uppochner: En överlevnadshandbok för bipolär sjukdom ut. Boken har han skrivit tillsammans med Katrin Skogberg Wirén.

## Biografi
Wahlström växte upp i Lund. På gymnasiet gick han samhällsvetenskaplig linje. Därutöver har han studerat media, musikvetenskap, ljuddesign och radioteater. Han diagnostiserades med depression under gymnasietiden och 2008 behandlades han för alkoholism. I samband med behandlingen fick han diagnosen bipolär sjukdom, vilken han offentliggjorde den 1 januari 2021.